# Friska Viljor FC
Pour les articles homonymes, voir Friska Viljor.
Maillots
Friska Viljor FC, est un club de football suédois basé à Örnsköldsvik (Ångermanland). Il évolue actuellement en Div 3 Mellersta Norrland (5e échelon national).

## Histoire
Fondé en 1905, l'IF Friska Viljor est un club omnisports qui comprend une section football. C'est sous cette appellation que le club remporte son seul titre de Norrländska Mästerskapet, en 1943. En février 1994, la section football du club se sépare pour créer sa propre entité, le Friska Viljor FC.
Entre 1995 et 1998, le club passe de la Division 6 à la Division 2. En 2003, le club remporte sa section de Division 2 (Norrland) et participe ainsi aux éliminatoires pour l'accession en Superettan, face à Visby IK FK. S'ils s'inclinent 3-2 à domicile au match retour, les joueurs de Friska obtiennent malgré tout la montée à la faveur d'une victoire au match aller 4-3 à Visby. Mais la saison de Superettan 2004 marque un temps d'arrêt pour Friska Viljor qui termine dernier du championnat à 5pts de l'IK Brage qui le précède et surtout à 8 de Bodens BK, premier non relégable.

## Palmarès
- Norrländska Mästerskapet : 1943
- Division 2 : 2003